# Forastero
Forastero (Lagos de Moreno, Jalisco, 30 de julio de 1994) es un luchador profesional mexicano enmascarado. Es muy conocido por haber competido en el Consejo Mundial de Lucha Libre (CMLL). El verdadero nombre del Forastero no es una cuestión de registro público, como suele ser el caso de los luchadores enmascarados en México, donde sus vidas privadas se mantienen en secreto de los fanáticos de la lucha libre.
Es un luchador profesional de segunda generación, parte de la familia Reyes que incluye a sus tíos Cien Caras, Máscara Año 2000 y Universo 2000, así como a sus primos El Cuatrero, Sansón, Máscara Año 2000 Jr. y Universo 2000 Jr.

## Carrera
Forastero hizo su debut en el ring el 15 de febrero de 2015, para Leyendas Inmortales de la Lucha Libre (LILL). En su debut, Forastero se unió a sus primos E Cuatrero y Sansón para derrotar a El Hijo del Sr. México, el Sr. Jack Jr. y Tyson la Bestia.

### Consejo Mundial de Lucha Libre (2015-2021)
Doce días después, Forastero hizo su debut para el Consejo Mundial de Lucha Libre (CMLL) cuando se unió con Flash I y Flash II para derrotar a sus primos y Ráfaga. En este momento, Forastero comenzó a entrenar en la escuela de lucha CMLL en Guadalajara, y más tarde en la Ciudad de México, promoviendo su entrenamiento con Franco Colombo, Virus y Último Guerrero. Inicialmente, Forastero a menudo se enfrentaría a sus primos, y la relación familiar se minimizó al principio en CMLL. Forastero se asoció con El Hijo del Calavera y Magnum para un torneo para determinar los próximos Campeones de Occidente Trios. En la primera ronda, derrotaron a Dragol, Ebola y Exterminador, pero perdieron ante El Cuatrero, Sansón y Jocker. Durante el verano de 2015, Forastero compitió en su primera Lucha de Apuestas, o "partido de apuesta", el tipo de partido más prestigioso en lucha libre. Forastero puso su máscara en la línea en un combate de jaula de acero de 12 hombres donde el último hombre en la jaula se vería obligado a desenmascararse. 
Forastero escapó de la jaula a la mitad del combate, un combate que eventualmente perdió Espectrum que tuvo que desenmascararse después. En el otoño de 2015, Forastero comenzó a asociarse con sus primos de manera regular, con el trío adoptando el nombre de La Sangre Dinamita y más tarde Nueva Generación Dinamitas, ambos homenajes al equipo de los hermanos Reyes conocido como Los Hermanos Dinamita. El 1 de noviembre de 2015, NGD derrotó a Furia Roja, Mr. Trueno y Rey Trueno para ganar el Campeonato Occidente de Tríos.
Forastero hizo su debut en la Ciudad de México en octubre de 2016, haciendo su debut en el lugar principal haciendo equipo con sus primos cuando derrotaron a Blue Panther Jr., Esfinge y The Panther. A principios de 2017, Forastero participó en su primer torneo importante, ya que fue uno de los 16 luchadores de segunda generación que participaron en el torneo La Copa Junior de ese año. Durante el torneo, eliminó el Stigma, pero Blue Panther Jr. lo eliminó cerca del final del combate. Dos meses después, Forastero hizo equipo con Shocker para el Torneo Gran Alternativa. Para la Gran Alternativa, CMLL empareja a un novato con luchadores veteranos para un torneo por equipo. Los dos derrotaron a Stigma y Titán en la primera ronda del torneo, pero perdieron ante Esfinge y Atlantis en la segunda ronda.

## Campeonatos y logros
- Consejo Mundial de Lucha Libre
  - Campeonato Mundial de Tríos del CMLL (1 vez) – con El Cuatrero y Sansón
  - Campeonato Nacional de Tríos (1 vez) – con El Cuatrero y Sansón
  - Campeonato Occidente de Tríos (1 vez) – con El Cuatrero y Sansón
  - Copa Dinastía (2017) – con El Cuatrero y Sansón[9]
  - Torneo Nacional de Parejas Increíbles (2020) – con Carístico[10]

- Lucha Libre AAA Worldwide
  - Campeonato Mundial en Parejas de AAA (2 veces) – con Sansón
  - Campeonato Mundial de Tríos de AAA (1 vez) – con El Cuatrero y Sansón